# 琉球九节木
琉球九节木（学名：Psychotria manillensis），为茜草科九节属下的一个植物种。